# (4523) MIT
(4523) MIT est un astéroïde de la ceinture principale.

## Description
(4523) MIT est un astéroïde de la ceinture principale. Il fut découvert par Schelte J. Bus le 28 février 1981 à Siding Spring au cours du relevé U.K. Schmidt-Caltech Asteroid Survey. Il présente une orbite caractérisée par un demi-grand axe de 2,68 UA, une excentricité de 0,14 et une inclinaison de 11,07° par rapport à l'écliptique.
Il fut nommé en référence au MIT, Institut de Technologie du Massachusetts.

## Compléments